# Изборна монархия
Изборната монархия е форма на монархическо управление, при която суверенът (монархът) се избира от мнозинството равноправни благородници (или само владетели) и не притежава наследствени права върху престола.
Типичен пример за изборна монархия е Жечпосполита (обединената държава на Полша и Литва) в периода след управлението на крал Владислав Ягело (от началото на 15 век). Изборната монархия в Жечпосполита се премахва едва с утвърждаването на Конституцията от 3 май 1791 г., която възвръща наследствените права върху трона на последния изборен полски крал Станислав Август Понятовски. 
Друг пример е Свещената римска империя, в която благородникът, имащ право да носи титлата император се избира от т. нар. електори - феодални владетели с различни по значимост титли, имате наследственото право да участват в избора на император. 
Съвременни примери са: Обединените арабски емирства и Федерация Малайзия.